# Lucas Passerini
Lucas Giuliano Passerini (* 16. Juli 1994 in Formosa) ist ein argentinischer Fußballspieler.

## Karriere
Lucas Passerini begann seine Profikarriere 2014 beim Quilmes AC, wo ihm aber der Durchbruch verwehrt blieb. Stattdessen wechselte er mehrfach insbesondere auf Leihbasis den Klub. 2019 kam der Offensivakteur zum CD Palestino nach Chile, bei dem ihm in 20 Ligaspielen 14 Treffer gelangen und er Torschützenkönig wurde. Im Januar 2020 unterschrieb er einen Vertrag beim mexikanischen Verein CD Cruz Azul. Nach weiteren Leihgeschäften innerhalb Mexikos kehrte Passerini Anfang 2022 nach Chile zurück und schloss sich Unión La Calera an. Im August 2023 wechselte er in sein Heimatland zum CA Belgrano, wo er den zu CR Vasco da Gama abgewanderten Pablo Vegetti ersetzte.

## Erfolge
Cruz Azul
- Campeón de Campeones: 2021

## Auszeichnungen
- Torschützenkönig der chilenischen Primera División: 2019